# Георг Бем
Георг Бем (Хоенкирхен, 2. септембар 1661 — Линебург, 18. мај 1733) је био немачки барокни оргуљаш и композитор. Познат је по свом доприносу развоју коралне партите и по свом утицају на младог Ј. С. Баха.
Рођен је у Тирингији, а живео и радио у Хамбургу и Линебургу.
Најпознатије Бемове композиције су писане за оргуље и харпсикорд (прелиди, фуге и партите). Писао је дела тако да могу бити извођена на више инструмената, зависно од тога који је музичару при руци. Користио је стил свирања базиран на импровизацији.